# Helkir
Helkir és un tipus de mina terrestre antihelicòpter dissenyada per la companyia austríaca Hirtenberger, feta a base de materials metàl·lics que funciona a través de dos diferents tipus de detectors electrònics. Aquesta mina té un sensor acústic i un sensor infraroig, una vegada que la mina és activada, el sensor acústic rep el senyal d'algun so considerable, llavors, aquest dispositiu encén el detector d'infraroig situat coaxialment amb l'ogiva, el qual, al registrar un senyal de calor important, fa explotar la mina, expulsant els fragments de la càrrega explosiva direccional cap al blanc, de manera que es pot penetrar 6 mm d'acer reforçat a 50 m de distància i 2 mm d'acer regular a 150 m.